# Der Polyp – Die Bestie mit den Todesarmen
Der Polyp – Die Bestie mit den Todesarmen (Originaltitel: Tentacoli) ist ein italienischer Tierhorrorfilm aus dem Jahr 1977. Der Film entstand unter der Regie von Ovidio G. Assonitis, der hierfür das Pseudonym Oliver Hellman verwendete, und war einer der vielen Nachzügler von Steven Spielbergs Erfolgsfilm Der weiße Hai. Der Film lief auch unter den Alternativtiteln Angriff aus der Tiefe und Tentakel des Todes.

## Handlung
Vor Solana Beach an der kalifornischen Küste kommt es zu einer Reihe seltsamer Zwischenfälle: Schiffe werden zerstört, Menschen verschwinden spurlos und tauchen wenig später völlig entstellt wieder auf. Der Journalist Ned Turner und der Meeresforscher Will Gleason gehen der Sache nach und finden heraus, dass ein riesiger Krake für die mysteriösen Vorfälle verantwortlich ist. Als alle Versuche, den Riesenkraken unschädlich zu machen, scheitern, entschließt sich Gleason, zwei dressierte Killerwale gegen das Ungeheuer einzusetzen. Der waghalsige Plan gelingt tatsächlich: Die Wale greifen den Kraken an und töten ihn.

## Kritiken
„Dilettantischer Abklatsch diverser Monster-Horror-Filme, trotz Starbesetzung völlig reizlos. (Alternativtitel: ‚Tentakel des Todes‘, ‚Angriff aus der Tiefe‘).“

Am 13. April 2018 wurde der Film im Rahmen der Tele-5-Reihe Die schlechtesten Filme aller Zeiten gezeigt.

## Produktionsnotizen
Die visuellen Effekte stammen von G.K. Major, Joseph L. Mecacci zeichnete als Maskenbildner verantwortlich, die Kostüme steuerte N. Hercules bei. Drehorte des Films lagen in La Jolla, San Diego, Kalifornien in den USA.